# Eurya henryi
Eurya henryi là một loài thực vật có hoa trong họ Pentaphylacaceae. Loài này được Hemsl. mô tả khoa học đầu tiên năm 1905.